# Marnick Vermijl
Marnick Danny Vermijl là một cầu thủ bóng đá người Bỉ chơi ở vị trí hậu vệ cho câu lạc bộ Manchester United.

## Sự ngiệp câu lạc bộ

### Manchester United
Sinh ra tại Peer, Vermijl là một cầu thủ trẻ của Standard Liège, nhưng đã không chơi cho câu lạc bộ chuyên nghiệp trước khi chuyển đến Manchester United trong mùa giải 2010-11, trở thành cầu thủ Bỉ thứ hai chơi cho đội. Anh có trận ra mắt trong trận giao hữu với Shamrock Rovers ghi được hai bàn và 24 lần ra sân trong đội hình dự bị ở mùa giải đầu tiên. Anh bắt đầu sự nghiệp chuyên nghiệp của mình vào ngày 26 tháng 9 năm 2012, trong chiến thắng League Cup trước Newcastle United tại Old Trafford.

### NEC
Ngày 2 tháng 9 năm 2013, Vermijl gia nhập câu lạc bộ Hà Lan NEC trên thể thức cho mượn đến hết mùa giải.

## Sự nghiệp quốc tế
Vermijl có 12 trận và 3 bàn thắng cho đội tuyển U17 Bỉ, 9 trận và không có bàn thắng cho đội tuyển U18 Bỉ và 14 trận và 2 bàn thắng cho đội tuyển U19 Bỉ.

## Thống kê sự nghiệp
| Câu lạc bộ        | Mùa giải       | League | League | Cup  | Cup | League Cup | League Cup | Europe | Europe | Giải khác | Giải khác | Khác | Khác |
| Câu lạc bộ        | Mùa giải       | Trận   | Bàn    | Trận | Bàn | Trận       | Bàn        | Trận   | Bàn    | Trận      | Bàn       | Trận | Bàn  |
| ----------------- | -------------- | ------ | ------ | ---- | --- | ---------- | ---------- | ------ | ------ | --------- | --------- | ---- | ---- |
| Manchester United | 2012–13        | 0      | 0      | 0    | 0   | 1          | 0          | 0      | 0      | –         | –         | 1    | 0    |
| Manchester United | 2013–14        | 0      | 0      | 0    | 0   | 0          | 0          | 0      | 0      | 0         | 0         | 0    | 0    |
| Manchester United | 2014–15        | 0      | 0      | 0    | 0   | 1          | 0          | 0      | 0      | –         | –         | 1    | 0    |
| Manchester United | Total          | 0      | 0      | 0    | 0   | 2          | 0          | 0      | 0      | 0         | 0         | 2    | 0    |
| NEC (cho mượn)    | 2013–14        | 28     | 3      | 2    | 0   | –          | –          | –      | –      | –         | –         | 30   | 3    |
| Tổng sự nghiệp    | Tổng sự nghiệp | 28     | 3      | 2    | 0   | 2          | 0          | 0      | 0      | 0         | 0         | 32   | 3    |

Thống kê đến ngày 27 tháng 08 năm 2014.